# Argylia robusta
Argylia robusta là một loài thực vật có hoa trong họ Chùm ớt. Loài này được Sandwith mô tả khoa học đầu tiên năm 1927.